# Linia kolejowa Chodov – Nová Role
Linia kolejowa Chodov – Nová Role – jednotorowa, regionalna i niezelektryfikowana linia kolejowa w Czechach. Łączy Chodov i Nová Role. Przebiega w całości przez terytorium kraju karlowarskiego.